# Носорог (фильм)
Носорог (укр. Носоріг) — украинский художественный фильм режиссёра Олега Сенцова, снятый при совместном сотрудничестве Украины, Польши и Германии. Мировая премьера фильма состоялась 9 сентября 2021 года в конкурсной программе Orizzonti 78-го Венецианского кинофестиваля. Украинская кинотеатральная премьера фильма состоялась 17 февраля 2022 года.

## Сюжет
История фильма разворачивается в 1990-е на Украине. Главный герой — бандит по кличке «Носорог» попадает в тиски украинского преступного мира, где начинает свой кровавый путь, который приводит его совсем не туда, куда он ожидал.

## Творческая команда
В создании фильма участвовала следующая творческая команда:
- Режиссёр, сценарист — Олег Сенцов
- Второй режиссёр — Алексей Осадченко
- Генеральные продюсеры — Денис Иванов, Олег Сенцов
- Продюсеры
  - Украина: Денис Иванов, Олег Сенцов
  - Польша: Дариуш Яблонский, Виолетта Каминская, Изабелла Войчик
  - Германия: Хайно Декерт, Тина Бернер
- Оператор-постановщик — Богумил Годфрейув
- Кастинг-директор — Анастасия Чёрная
- Звукоинженер — Патрик Файгель
- Звукооператор — Михаил Николаев
- Художники постановщики — Юрий Григорьевич, Йорн Лахманн
- Художница по гриму — Светлана Поликашкина
- Художник по костюмам — Константин Кравец
- Режиссёр монтажа — Каролина Мачиевская
- Супервайзер — Майкл Качмарек
- Композитор — Андрей Пономарёв

## В ролях
Главную роль исполнил непрофессиональный актёр Сергей Филимонов. Также в фильме присутствует камео Олега Скрипки в качестве музыканта на свадьбе.
| Актёр               | Роль             | Примечания                              |
| ------------------- | ---------------- | --------------------------------------- |
| Сергей Филимонов    | Носорог          |                                         |
| Евгений Черников    | Человек в машине |                                         |
| Евгений Григорьев   | Плюс             |                                         |
| Алина Зевакова      | Марина           |                                         |
| Мария Штофа         | Сестра Носорога  |                                         |
| Ирина Мак           | Мать Носорога    |                                         |
| Сергей Смеян        | Отец Носорога    |                                         |
| Дмитрий Лозовский   | Брат Носорога    |                                         |
| Иван Тамашев        | Средний Носорог  |                                         |
| Дмитрий Дима        | Малый Носорог    |                                         |
| Александр Рудинский | Рыжий            |                                         |
| Евгений Светличный  | Карась           |                                         |
| Сергей Майдебура    | Мясо             |                                         |
| Владислав Дердуга   | Череп            |                                         |
| Георгий Поволоцкий  | Туча             |                                         |
| Виталий Тютенко     | Чича             |                                         |
| Владимир Шамрай     | Батя             |                                         |
| Олег Скрипка        | камео            | эпизодическая роль музыканта на свадьбе |

## Бюджет
В 2012 году проект фильма «Носорог» выиграл на 3-м питчинге Госкино; государственное финансирование составило 3,9 млн грн — 50 % процентов от общей заявленной тогда сметы фильма в 8,1 млн гривен. В 2012 году проект фильма «Носорог» также стал победителем продюсерского питчинга компании UDP на Одесском международном кинофестивале и получил грант в размере 25 тысяч гривен. В 2013 году проект фильма «Носорог» получил грант немецкого кинофонда Medienboard Berlin-Brandenburg на сумму в 3.2 млн гривен (100 тысяч евро).
Однако из-за пребывания Олега Сенцова в заключении в России в 2014—2019 годах производство фильма началось только после выхода режиссёра фильма на свободу. В июле 2020 года по результатам третьего питчинга Госкино Совет по государственной поддержке кинематографии принял решение о поддержке проекта фильма: окончательное финансирование Госкино составило 25 млн гривен; это 50 % процентов от общей заявленной сметы фильма в 50 млн гривен (1,6 млн евро): смета фильма выросла из-за изменения экономической ситуации между 2013 и 2019 годами. Похожее решение приняло и руководство немецкого кинофонда Medienboard Berlin-Brandenburg, которое в 2020 году повысило окончательную поддержку проекта на уровне 4.8 млн гривен (150 тысяч евро).
В целом создание фильма было финансово поддержано различными государственными институтами на 46 млн гривен (1,45 млн евро) то есть примерно 92 % от общей сметы в 50 млн гривен (1,6 млн евро): а именно украинским Госкино на сумму в 25 млн гривен (800 тысяч евро), кинофондом Совета Европы Евримаж на сумму в 8,6 млн гривен (270 тысяч евро), Польским киноинститутом на сумму в 7,5 млн гривен (232,6 тысяч евро) и немецким кинофондом Medienboard Berlin-Brandenburg на сумму в 4,8 млн гривен (150 тысяч евро)..
На продвижение фильма на Венецианском кинофестивале Госкино в сентябре 2021 года выделило компании-производителю фильма CryCinema 260 тысяч гривен.

## Производство
Фильм создан в копродукции Украины, Польши и Германии. Украинскую сторону производства представляли продюсеры Денис Иванов (компания «Артхаус Трафик») и Олег Сенцов (компания Cry Cinema). Польские продюсеры — Дариуш Яблонский, Виолетта Каминская, Изабелла Войчик (компания Apple Film Production), немецкие продюсеры — Хайно Деккерт, Тина Бернер (компания Ma.ja.de).
В 2012 году проект фильма «Носорог» был представлен на индустриальной платформе Международного кинофестиваля в Софии, где получил награды за лучшие проект и питчинг.
Съемки ленты «Носорог» проходили в Кривом Роге, Львове и Киеве и завершилось в декабре 2020 года.

### Саундтрек
В первом международном трейлере ленты, который был обнародован 7 сентября 2021 года, была использована английская песня It’s My Life шведского певца Dr. Alban. В самом фильме «Носорог» звучит ряд русскоязычных песен среди которых «Если с другом вышел в путь» Владимира Шаинского, «Сытая Свинья» Агаты Кристи. В комментарии журналисту UA:Культура Лукьяну Галкину Сенцов отмечал, что ему было тяжело взять в фильм российскую песню «Сытая свинья» из-за антиукраинской позиции отдельных участников группы «Агата Кристи» однако в конце концов он таки оставил её поскольку именно эта песня лучше всего подходила для соответствующего эпизода.

## Релиз

### Маркетинговая кампания
6 сентября 2021 года издание cineuropa.org представило первый официальный постер фильма. Впоследствии 7 сентября 2021 года издание Deadline представило первый официальный трейлер ленты. В трейлере использовалась песня It’s My Life шведского певца Dr. Alban.
13 сентября 2021 года лента была представлена во внеконкурсном индустальном показе Market Screening 46-го Торонтского кинофестиваля.

### Кинофестивальный релиз
В июле 2021 года стало известно, что международным дистрибьютором фильма стала компания WestEnd Films. В июле 2021 года украинским дистрибьютором фильма стала компания Arthouse Traffic.
Мировая кинофестивальная премьера фильма состоялась 9 сентября 2021 года в конкурсной программе Orizzonti 78-го Венецианского кинофестиваля. Кроме физического просмотра ленты, начиная с 10 сентября 2021 года, зрителям из Италии (но не за её пределами) также имели возможность просмотреть ленту 10-15 сентября 2021 года онлайн по vod-технологии с участием партнёра фестиваля mymovies.it.
20 сентября 2021 года фильм был представлен среди 9 лент отобранных на конкурсную программу International Competition — Feature Films на 16-м Batumi International Art-house Film Festival 2021, который проходил 18-24 сентября 2021; на этом фестивале актёр Сергей Филимонов победил в номинации «лучший актёр». Позже фильм также был представлен на нескольких разноплановых международных и украинских кинофестивалях. Так, 10 октября 2021 года фильм был представлен в международном конкурсе 37-го Варшавского международного кинофестиваля. А затем в октябре 2021 года фильм был представлен во внеконкурсной программе «Фокус Украина-Канада» 5-й Киевской недели критики, которая проходила с 21 по 27 октября 2021 года.
В ноябре 2021 года фильм победил на Международном кинофестивале в Стокгольме, а Сергей Филимонов получил приз за лучшую актёрскую роль.

### Кинопрокатный релиз
Украинская кинотеатральная премьера фильма была намечена на 17 февраля 2022 года.

## Отзывы кинокритиков
Западные кинокритики после премьеры фильма в Венеции в сентябре 2021 года в подавляющем большинстве благосклонно отозвались о фильме.

## Награды и номинации
| Список наград и номинаций | Список наград и номинаций                | Список наград и номинаций | Список наград и номинаций | Список наград и номинаций | Список наград и номинаций |
| Год                       | Кинофестиваль / Кинопремия               | Категория                 | Номинант(ы)               | Результат                 | Дж                        |
| ------------------------- | ---------------------------------------- | ------------------------- | ------------------------- | ------------------------- | ------------------------- |
| 2021                      | Венецианский кинофестиваль               | Orizzonti                 | Олег Сенцов               | Номинация                 | [ 1 ]                     |
| 2021                      | Международный кинофестиваль в Стокгольме | Лучший фильм              | Носорог                   | Победа                    | [ 47 ]                    |